# Hendrik Dekker (burgemeester)

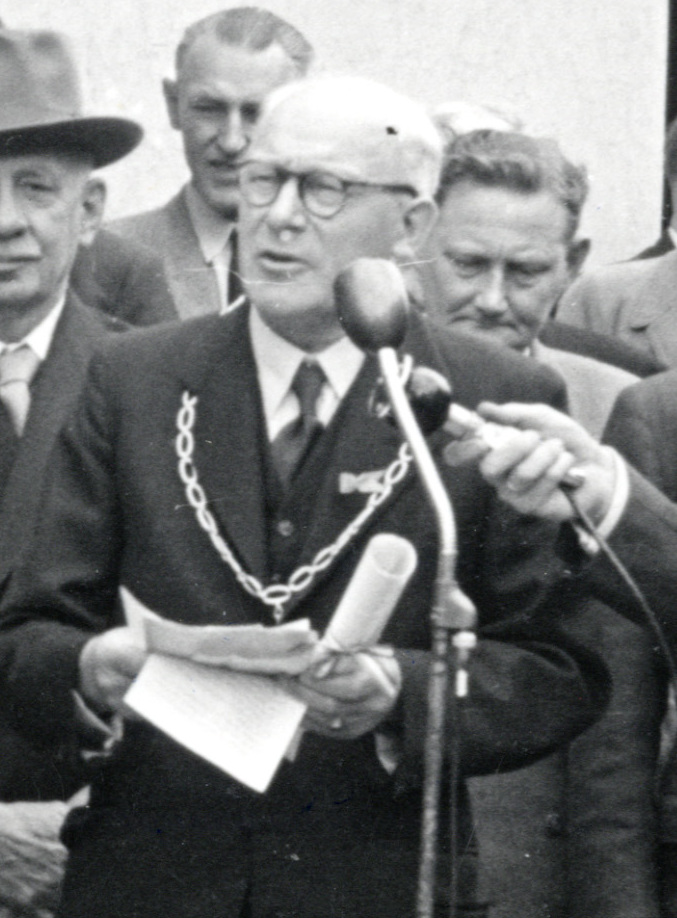
Burgemeester H. Dekker (1953)

Hendrik Dekker (Assen, 14 april 1892 – 3 december 1955) was een Nederlands politicus van de PvdA.
Hij werd geboren als zoon van Jan Dekker (1854-1930; boekbinder) en Dirkje Hofstee (1862-1924). In januari 1913 ging hij werken bij de gemeentesecretarie van Beilen maar hij is ook werkzaam geweest bij de gemeente Assen. Rond 1920 was hij controleur van de gemeentefinanciën van Emmen. Dekker ging daarna werken bij een accountantskantoor en werd in 1924 de gemeente-ontvanger van Veendam. Hij was districtscommandant bij de Binnenlandse Strijdkrachten en na de bevrijding in 1945 werd hij militair commissaris van Veendam. Hij was bovendien voor de PvdA korte tijd lid van de Provinciale Staten van Groningen. In november 1946 werd Dekker de burgemeester van de Gelderse gemeente Brummen.
Tijdens dat burgemeesterschap overleed hij eind 1955 op 63-jarige leeftijd.